# Frankofonija
Frankofonija (uradno francosko L'Organisation internationale de la Francophonie) je združenje francosko govorečih držav. Ima 49 članic, štiri pridružene članice in 10 držav opazovalk, med katerimi je tudi Slovenija. Pogoj za članstvo ni uporaba francoščine v državah članicah, ampak uporaba francoskega jezika in francoske kulture v državi kot posledico stikov Francije z državami v zgodovini. Francoščina je prevladujoči jezik le v peščici članic (razen Francije in njenih kolonijah), se pa v nekaterih članicah pogosto uporablja, medtem ko so povezave z drugimi bolj zgodovinske in kulturne.
Ustanovljena je bila leta 1970. Njen moto je égalité, complėmentarité, solidarité (enakost, dopolnjevanje in solidarnost). Začela se je kot majhen klub francosko govorečih držav, potem pa je prerasla v pomembno mednarodno organizacijo, ki z državami članicami sodeluje v kulturi, znanosti, gospodarstvu, pravu in miru.
Frankofonija je danes pomemben forum, na katerem se pogovarjajo o svetovni kulturi in jezikovni raznovrstnosti. Skupaj z UNESCOM spremlja razvoj jezikovne in kulturne raznovrstnosti v obdobju globalizacije. Sodeluje tudi s podobnima skupnostma špansko in portugalsko govorečih držav.

## Ustroj
Frankofonija (L'Organisation internationale de la Francophonie) je opazovalka pri generalni skupščini OZN.

### Zasedanja
Države se vsaki dve leti dobijo na zasedanju, na katerem se pogovarjajo o ciljih in razvoju organizacije.
Dosedanja zasedanja:
- Pariz, Francija (1986)
- Ville de Québec, Kanada (1987)
- Dakar, Senegal (1989)
- Pariz, Francija (1991)
- Mavricij (1993)
- Cotonou, Benin (1995)
- Hanoj, Vietnam (1997)
- Moncton, Kanada (1999)
- Bejrut, Libanon (2002)
- Ouagadougou, Burkina Faso (2004)

## Članice
Uradni seznam je dosegljiv na  Arhivirano 2005-12-31 na Wayback Machine.. Po celinah:

### Evropa
- Francija
- Belgija
- Bolgarija
- Luksemburg
- Moldavija
- Monako
- Romunija
- Švica

- Pridružene članice:
  -  Albanija
  -  Andora
  -  Grčija
  -  Severna Makedonija

- Opazovalke:
  -  Avstrija
  -  Armenija
  -  Češka
  -  Hrvaška
  -  Latvija
  -  Litva
  -  Madžarska
  -  Poljska
  -  Slovaška
  -  Slovenija
  -  Gruzija

### Amerika
- Kanada
  -  Novi Brunswick (sodelujoča vlada)
  -  Quebec (sodelujoča vlada)
  -  Ontario (opazovalka, se utegne pridružiti)
- Dominika
- Haiti
- Sveta Lucija
- Francoske kolonije:
  -  Martinik
  - Guadeloupe
  -  Francoska Gvajana
  -  St. Pierre-et-Miquelon

### Afrika
- Benin
- Burkina Faso
- Burundi
- Kamerun
- Zelenortski otoki
- Srednjeafriška republika
- Čad
- Komori
- Kongo
- Slonokoščena obala
- Demokratična republika Kongo
- Džibuti
- Egipt
- Ekvatorialna Gvineja
- Gabon
- Gvineja
- Gvineja Bissau
- Madagaskar
- Mali
- Mavretanija
- Mavricij
- Maroko
- Niger
- Ruanda
- Sveti Tomaž in Princ
- Senegal
- Sejšeli
- Togo
- Tunizija

### Azija
- Kambodža
- Laos
- Libanon
- Vietnam

### Oceanija
- Vanuatu